# مجیرالدین اسعردی
مُجیرالدین، محمد بن یعقوب اِسعِردی (؟ -۱۲۸۵م) شاعر شامی در سدهٔ هفتم هجری بود. اشعار او مقطّعات کوتاه در دو، سه یا چهار بیت است.    